# Parlament der Bäume

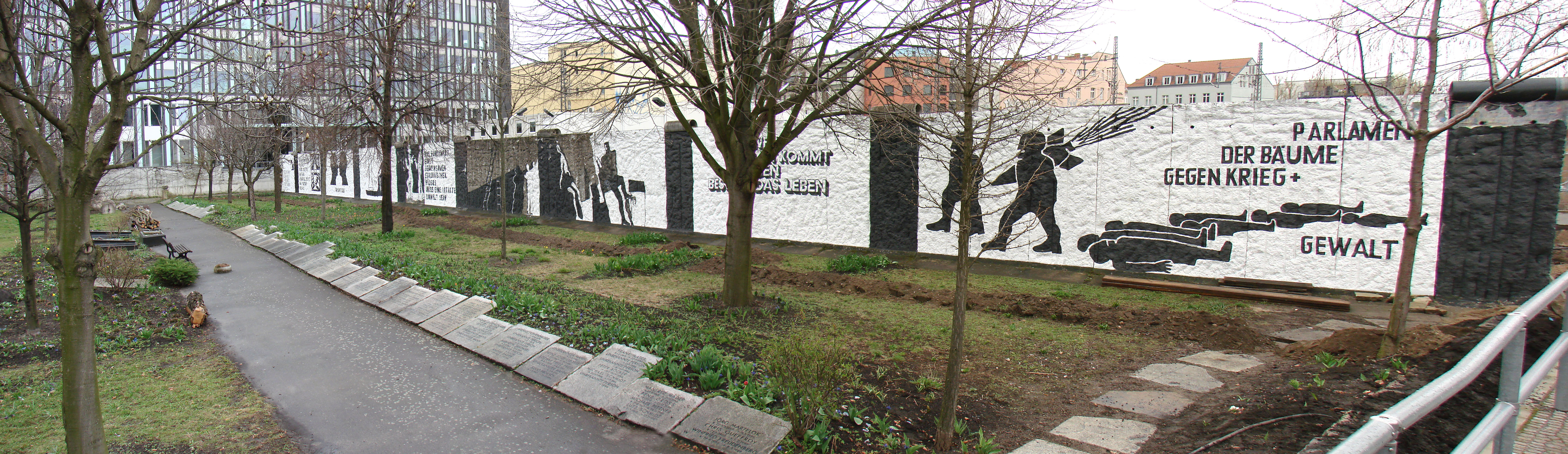
Teilansicht

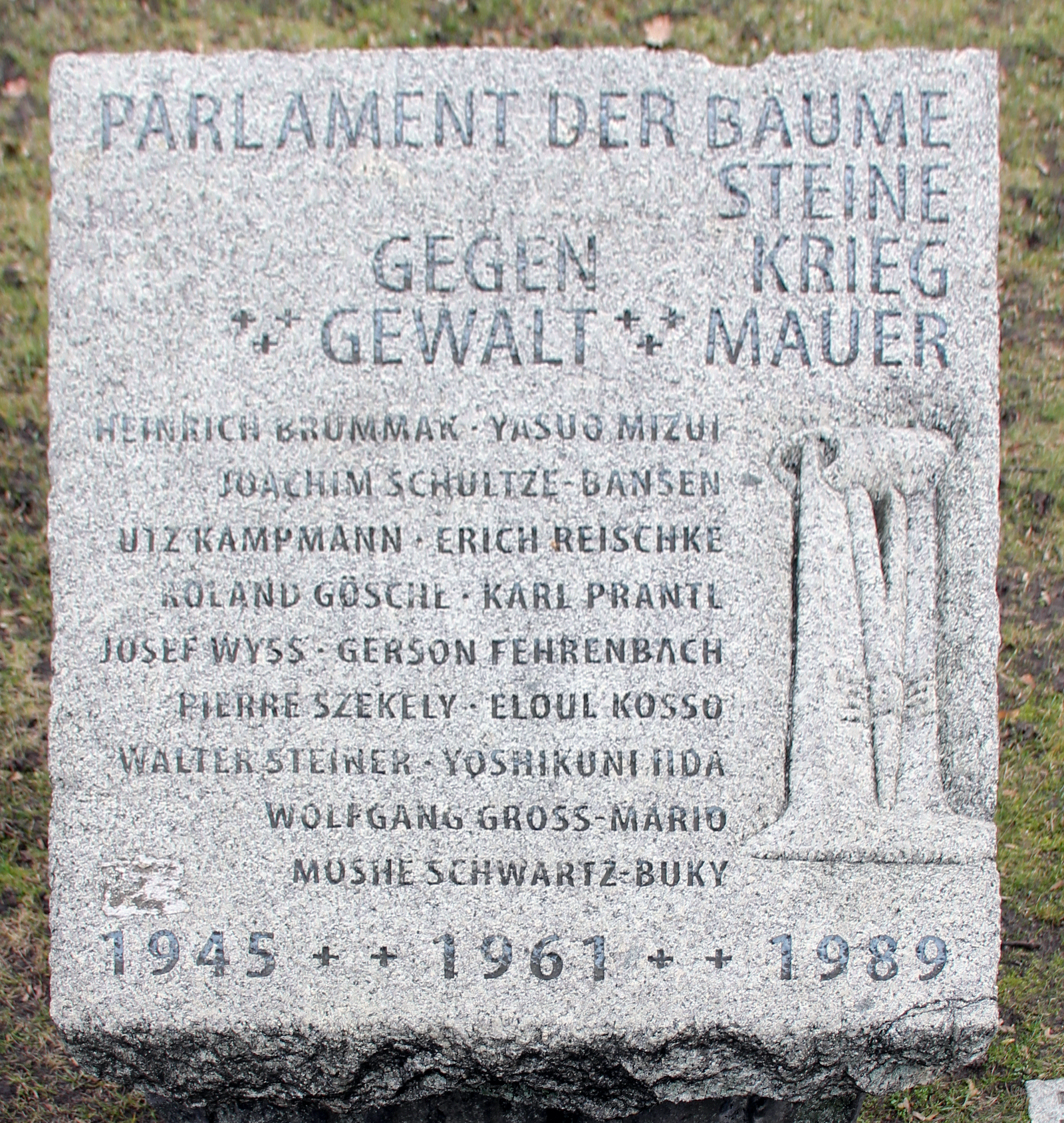
Gedenktafel, Große Querallee, Berlin-Tiergarten

Das Parlament der Bäume (auch Parlament der Bäume gegen Krieg und Gewalt) ist ein am 9. November 1990 vom Aktionskünstler Ben Wagin eingerichteter Gedenkort für die Todesopfer an der Berliner Mauer. Es wird aber auch an weitere Opfer von Krieg und GewaIt erinnert. Im November 2017 wurde der Gedenkort unter Denkmalschutz gestellt.

## Installation
Wagin richtete den Gedenkort auf einem Gelände des ehemaligen Todesstreifens am östlichen Ufer der Spree gegenüber dem Reichstagsgebäude in Berlin-Mitte ein. Dort arrangierte er Gedenksteine, Bilder, Plakate und Teile der Grenzsicherungsanlagen. Unterschiedliche Künstler bearbeiteten die Ausstellungsstücke. Dazu wurden Bäume und Blumen gepflanzt. Den Hintergrund der Installation bildeten L-förmige Mauersegmente der letzten Mauergeneration, auf denen die Jahreszahlen zwischen Mauerbau und Mauerfall gemalt waren mit der Anzahl der Maueropfer des jeweiligen Jahres. Auch andere Motive befinden sich auf den Rückwänden. Am 3. Oktober 1997 entzündete Wagin 999 Fackeln, die den Verlauf der Mauer nachbildeten.

## Umbau
Wegen des Umzugs der Bundesregierung von Bonn nach Berlin wurden im Umfeld des Reichstags diverse Bundesgebäude im Band des Bundes neu errichtet. Dazu gehört das Marie-Elisabeth-Lüders-Haus, das zum Teil auf dem Gelände des Parlaments der Bäume entstand. Das Parlament der Bäume wurde deswegen verkleinert, Bäume wurden umgesetzt. In dem Bundestagsgebäude wurde eine öffentlich zugängliche Installation aus Mauersegmenten des Parlaments der Bäume eingerichtet. Das Parlament der Bäume ist von der Promenade Schiffbauerdamm zugänglich.
Auf Bestrebungen hin den Bestand des Parlaments der Bäume und des gleichzeitig einzigen am ursprünglichen Standort erhaltenen Mauerabschnitts im Stadtzentrum dauerhaft zu sichern, entschied im November 2018 die Baukommission des parlamentarischen Ältestenrats, das Gelände aus dem eigenen Flächenportfolio herauszulösen und an das Land Berlin zu übertragen. Im Sommer 2021 übernahm die Stiftung Berliner Mauer die Betreuung des Parlaments der Bäume und entwickelt seitdem ein pädagogisches Konzept vor Ort.